# Гедрус
Ге́друс — легендарный литовский князь.

## Краткие сведения
Согласно легендарной части второй и третьей редакций белорусско-литовских летописей, четвёртый сын великого князя литовского Романа Гилигиновича, родной брат Тройдена, из династии Дорспрунгов. После отца получил в удел Гедройтское княжество, распространявшееся от реки Вилии до Западной Двины и до границы Латышской земли. Владение это с XIII до начала XV века составляло отдельную область князей Гедройтских. В 40 верстах от нынешнего города Вильна Гедрус якобы выстроил над озером Кемонт замок Гедроты, развалины которого были ещё видны в конце XVII века. По легенде, умер в 1282 году, оставив малолетнего сына Гинвила. В настоящее время сведения белорусско-литовских летописей по этому периоду считаются крайне недостоверными.
Предполагается, что сведения о Гедрусе были намеренно включены в состав летописей для обоснования древности рода Гедройцев, называвших себя потомками Гедруса.